# Falinić Breg
Falinić Breg is een plaats in de gemeente Cestica in de Kroatische provincie Varaždin. De plaats telt 106 inwoners (2001).